# Sissy van Alebeek
Sissy van Alebeek, née le 8 février 1976 à Schijndel, est une ancienne coureuse cycliste néerlandaise.

## Palmarès
- 1996
  - 2e de Parel van de Veluwe
  - 2e de VKS Toer
- 1997
  - 2e de VKS Toer
  - 2e de Luba Classic
- 1999
  - 1re étape de Ster van Zeeland
  - 2e étape de RaboSter Zeeuwsche Eilanden
- 2000
  - Westfriese Dorpenomloop
  - 3e étape de Ster van Zeeland
  - 2e étape de Westfriese Dorpenomloop
  - 2e de GP Van der Heijden
- 2001
  -  Championne des Pays-Bas sur route
  - Westfriese Dorpenomloop
- 2002
  - 1re et 2e étapes de La Grande Boucle féminine internationale
- 2003
  - 3e étape de Boels Ladies Tour
  - 2e étape de GP Boekel
- 2004
  - Novilon Euregio Cup
  - 2e étape de Novilon Euregio Cup
  - 1re étape et classement sprint de Boels Ladies Tour
  - NCK Dronten ploegentijdrit
  - Tour de Ronostrand
  - 3e du Boels Ladies Tour

## Palmarès sur piste

### Championnats d'Europe
- 1999
  - 8e de l'omnium

### Championnats nationaux
- 1996
  - 3e de la vitesse
- 1997
  - 2e du 500 mètres
  - 2e de la vitesse
- 1998
  - 2e de la course aux points
- 2000
  - 2e de la vitesse
  - 3e du 500 mètres
- 2002
  - 3e de la course aux points